# Rébellion irlandaise de 1798
Guerres de la Révolution française
Batailles
- Ballymore-Eustace
- Naas
- Prosperous
- Kilcullen
- Carlow
- Harrow
- Tara Hill
- Oulart Hill
- Enniscorthy
- Newtownmountkennedy
- Three Rocks
- Bunclody
- Tuberneering
- New Ross
- Antrim
- Arklow
- Saintfield
- Ballynahinch
- Duncairn
- Ovidstown
- Foulksmills
- Vinegar Hill
- Ballyellis

- 1er Killala
- Ballina
- Castlebar
- Collooney
- Ballinamuck
- 2e Killala
- Île de Toraigh

La rébellion irlandaise de 1798, fut un soulèvement contre la domination du royaume de Grande-Bretagne au sein du royaume d'Irlande. La rébellion fut menée par la Société des Irlandais unis, un groupe révolutionnaire et républicain, influencé par la révolution américaine et la Révolution française.

## Contexte
Depuis 1691 et la fin de la guerre williamite, l'Irlande était surtout sous le contrôle d'une classe dirigeante protestante constituée de membres de l'Église d'Irlande fidèles à la Couronne britannique. Elle dirigeait la majorité de la population irlandaise catholique par un système institutionnel codifié dans les lois pénales. À la fin du XVIIIe siècle, des éléments libéraux de cette classe dirigeante, inspirés par l'exemple de la révolution américaine (1776–1783) cherchèrent à faire cause commune avec la majorité catholique pour parvenir à des réformes et à une plus grande autonomie vis-à-vis de la Grande-Bretagne. Comme en Angleterre, les protestants pouvaient voter selon un mode de suffrage censitaire, tandis que les catholiques se voyaient refuser le droit de vote et de représentation depuis 1728.
Quand la France aida les Américains lors de leur guerre d'indépendance, Londres fit appel aux volontaires pour rejoindre les milices et défendre l'Irlande contre la menace d'invasion française. Plusieurs dizaines de milliers d'Irlandais rejoignirent les Volontaires irlandais. En 1782, ils utilisèrent leur nouvelle puissance pour obliger la Couronne britannique à leur accorder une certaine autonomie et un parlement plus indépendant (Parlement de Grattan). Le parti patriotique irlandais, dirigé par Henry Grattan, souhaitait encore une plus grande émancipation. En 1793, le Parlement adopta des lois autorisant les catholiques ayant une certaine fortune à voter, mais ils ne pouvaient ni être élus ni nommés fonctionnaires de l'État. Les éléments libéraux au pouvoir recherchaient une plus grande liberté pour le peuple, la fin de la discrimination religieuse et purent s'inspirer de la Révolution française qui avait eu lieu dans un pays catholique.

## Évènements de 1798

### Préparatifs
Au début de 1798, les 280 000 membres assermentés de la Société des Irlandais Unis étaient sous forte pression, souffrant du régime de terreur imposé par le gouvernement tout en ayant ordre de ne rien faire jusqu'à l'arrivée de l'aide française.
En mars 1798, la majeure partie de la direction fut arrêtée et des soulèvements anticipés éclatèrent en Tipperary, mais les dirigeants restants étaient toujours dans l'indécision. Enfin, la pression montant, la date du soulèvement général fut fixée au 23 mai, sans aide française. Toutefois, les renseignements recueillis par le gouvernement auprès de ses informateurs conduisirent à l'arrestation de Lord Edward Fitzgerald et de Samuel Neilson peu avant son déclenchement mais, surtout, firent échouer les opérations prévues à Dublin qui devait être le noyau central de la rébellion.

### Insurrection

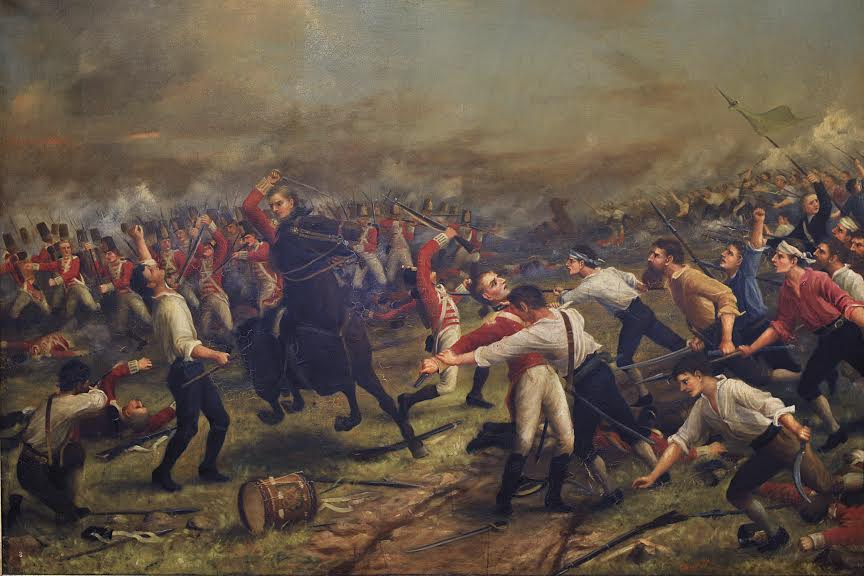
La Bataille d'Oulart Hill, huile sur toile d'Edward Foran, 1898.

Le 23 mai 1798, l'insurrection éclate à Dublin. Pour donner le signal du soulèvement général, les insurgés bloquent les malles-poste en route vers les provinces. Mal organisés, les rebelles échouent à prendre le centre de Dublin et les bandes rassemblées autour de la ville sont rapidement dispersées. Une guérilla se maintient cependant pendant quelque temps dans les comtés de Kildare et Wicklow.
C'est dans le comté de Wexford que l'insurrection est la plus forte. Plusieurs milliers d'Irlandais Unis et de defenders, pour la plupart armés de piques, écrasent la milice de Cork à Oulart Hill le 27 mai, puis prennent Enniscorthy le 28, et enfin la ville de Wexford le 30. Les rebelles attaquent ensuite New Ross le 5 juin et Arklow le 9, mais ils sont repoussés. Environ 20 000 insurgés se rassemblent alors à Vinegar Hill, près d'Enniscorthy, mais ils sont attaqués et écrasés le 21 juin par les troupes du général Lake, qui reprennent ensuite le contrôle de Wexford.
En Ulster, Henry Joy McCracken réunit plusieurs milliers d'Irlandais Unis dans le comté d'Antrim et établit sa base à Ballymena. Cependant l'attaque de la ville d'Antrim échoue les 7 et 8 juin et les insurgés se dispersent. Joy McCracken est arrêté et exécuté début juillet.
Dans le comté de Down, l'insurrection éclate le 9 juin. Mais après quelques succès les rebelles sont écrasés le 13 juin à la bataille de Ballynahinch.
De nombreuses exactions sont commises, malgré les ordres de Cornwallis qui tente de garder le contrôle de ses troupes et condamne vigoureusement l'indiscipline de la yeomanry. Environ 350 insurgés ayant fait leur soumission sont ainsi exécutés sommairement sur la plaine de Curragh. De leur côté, à Scullabogue, les insurgés irlandais font brûler vifs dans une grange environ 100 à 200 loyalistes capturés pendant la bataille de New Ross.
Dès la fin du mois de juin, l'insurrection ne représente plus une menace pour le gouvernement irlandais.

### Expédition française
Le 6 aout 1798, une petite escadre française prit la mer avec un millier d’hommes à son bord, sous le commandement du général Humbert. Débarqué le 22 août à Killala, le corps français est engagé le 24 août à Ballina puis le 27 août, à Castlebar, où les forces françaises et les rebelles irlandais l’emportèrent sur une force de 6 000 Britanniques dans ce qui fut plus tard surnommé la « course de Castlebar » pour se moquer de la vitesse et la distance que les Anglais parcoururent dans leur fuite.
Une éphémère république de Connaught fut proclamée après cette victoire et John Moore, chef de la Société des Irlandais unis, en fut déclaré son président.
Après la victoire de Collooney, le 5 septembre, les troupes rebelles et françaises sont finalement encerclées. Le 8 septembre, Humbert capitule à Ballinamuck, après un bref engagement.
Le 16 septembre, un nouveau corps expéditionnaire, fort de 3 000 hommes, part de Brest mais est intercepté et battu par la Royal Navy près de l'île de Toraigh le 12 octobre.
Wolfe Tone débarque cependant en Irlande en octobre, mais ses modestes troupes sont attaquées et écrasées à Lough Swilly. Après sa capture, il déclare : « Depuis ma plus tendre jeunesse, j'ai considéré le lien entre l'Irlande et la Grande-Bretagne comme la malédiction pour la nation irlandaise et été convaincu que, tant qu'il durerait, ce pays ne serait jamais libre et heureux. Par conséquent, j'ai fait tout ce qu'il m'était possible de faire pour séparer les deux pays ». Wolfe Tone est condamné à mort à Dublin pour trahison,. Sa demande d'être fusillé, comme un soldat, plutôt que pendu ayant été refusée, il se tranche la gorge avec un couteau la veille de son exécution et succombe le 19 novembre 1798 après une semaine d'agonie,. 
La fin de l'insurrection fut suivie par une nouvelle période de répression des Irlandais unis car l'amnistie générale offerte par Cornwallis excluait expressément les chefs rebelles qui étaient très souvent des Irlandais unis. Toutefois, la Société des Irlandais Unis réussit à survivre à la fois comme organisation clandestine, en particulier à Dublin, et comme force militaire avec plusieurs bandes rebelles encore actives, bien que très réduites et limitées à quelques comtés.

## Bilan humain et répression
Selon les historiens Thomas Bartlett (en), Harry Thomas Dickinson (en) et Pascal Dupuy, le bilan de l'insurrection est estimé à 10 000 morts et plus de 20 000 blessés, en immense majorité du côté des insurgés,. Les pertes gouvernementales sont de 530 morts. La plupart des rebelles se rendent et bon nombre sont acquittés ou graciés. Près de 1 500 d'entre eux passent cependant en jugement et près de 500 sont condamnés à mort et exécutés. Environ 600 autres sont déplacés. 
Conscients de risquer la peine de mort pour trahison, les principaux meneurs des Irlandais Unis arrêtés avant l'insurrection s'entendent pour livrer des informations sur les activités de leur mouvement, dont les contacts avec la France, à condition de ne donner aucun nom. Les autorités acceptent et un traité est signé dans la prison de Kilmainham Gaol. Le gouvernement irlandais accepte alors d'épargner plusieurs dizaines d'Irlandais Unis de premier plan n'ayant pas pris part à la rébellion armée. Ils sont cependant emprisonnés à Fort George, en Écosse, puis libérés en 1802 lors de la paix d'Amiens et bannis du sol britannique.

Selon Harry Thomas Dickinson et Pascal Dupuy : 

« Les dirigeants emprisonnés insistèrent sur le fait que les Irlandais Unis avaient été des réformateurs raisonnables, pris en tenaille entre un gouvernement intransigeant, des militaires indisciplinés, et une paysannerie en colère. Eux-mêmes n'avaient basculé dans la rébellion qu'en dirigeant malgré eux des insurgés peu convaincus. Cette assertion arrangeait le gouvernement, elle lui fournirait, à l'avenir, un argument pour mettre en garde les radicaux protestants les plus fervents contre une union avec des paysans catholiques « ignorants » et démunis. »